# Nardó

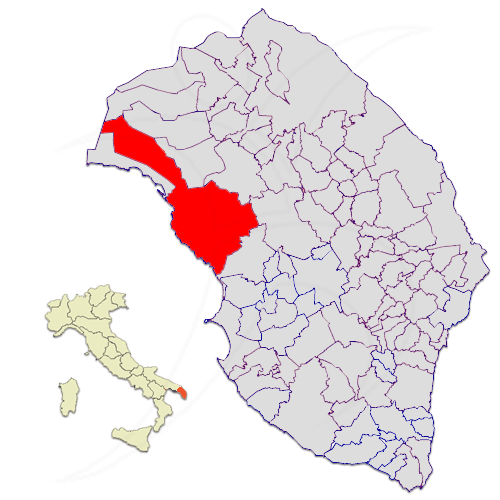
Ubicación de la ciudad de Nardó dentro de la provincia de Lecce.

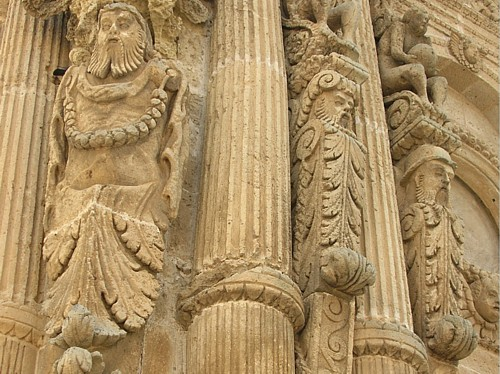
Detalles de la fachada de la iglesia de San Domenico (Santo Domingo).

Plaza Salandra (en italiano: Piazza Salandra)

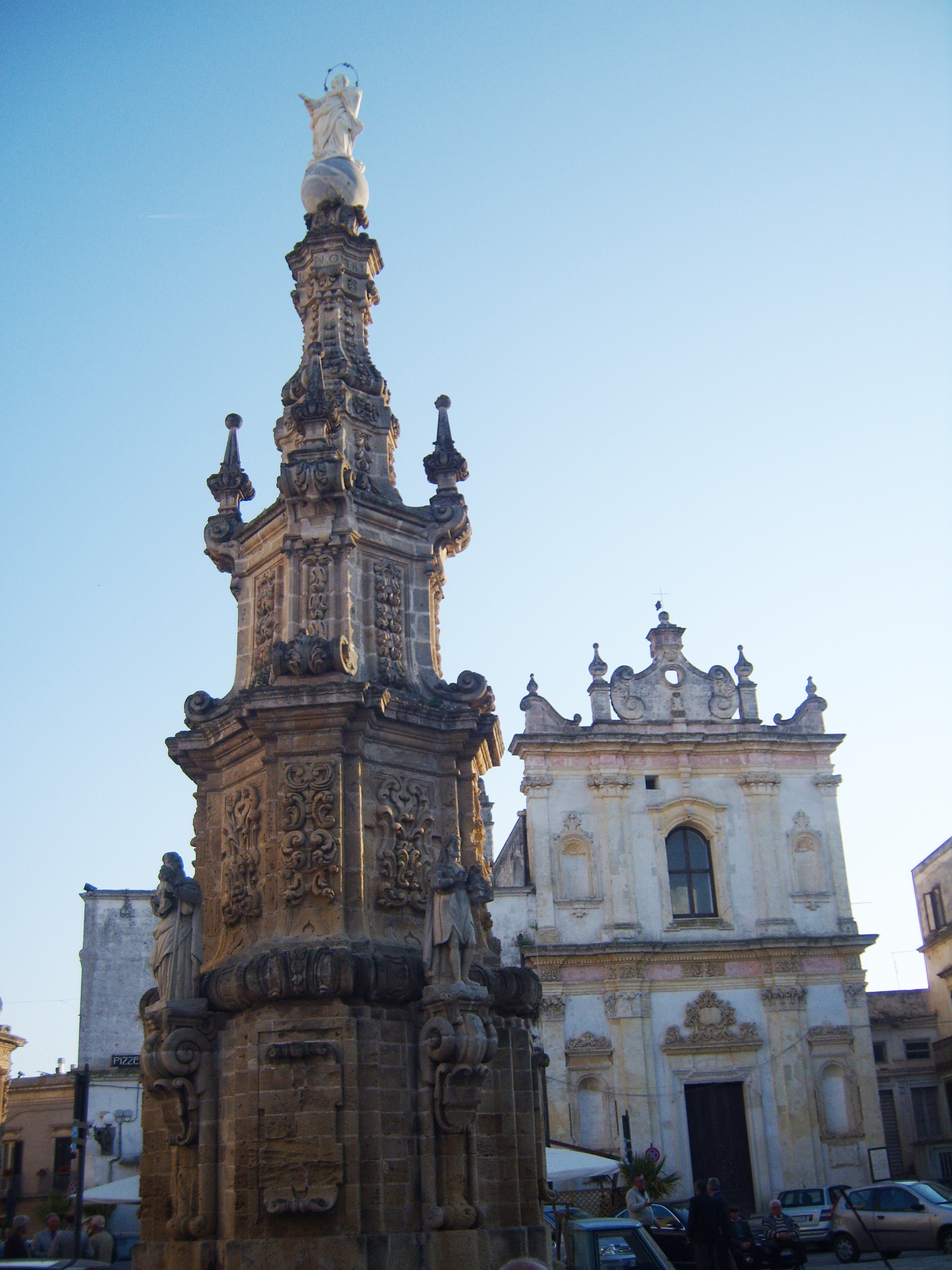
Columna del siglo XVIII en la Plaza Salandra (en italiano: Piazza Salandra)

Nardó (latín: Neritum o Neretum; mesápico: Nareton) es una localidad italiana de la provincia de Lecce, región de Puglia, con 31.170 habitantes.
Se encuentra en una zona de tierras bajas situada al suroeste de su provincia, su frontera incluye parte de la costa jónica de Salento.
Durante siglos, fue una de las ciudades centrales del Imperio Bizantino, hasta 1497, cuando la Casa ducal de Acquaviva la adquirió bajo su dominio. Durante esos años se convirtió en el principal centro cultural de Salento , sede de numerosas universidades, academias, estudios literarios y filosóficos: recibió el nombre de Nuoua Atene litterarum .
Con casi 32.000 habitantes y 190 kilómetros cuadrados de territorio, es la segunda ciudad más grande y poblada de la provincia, después de Lecce, y también una de las ciudades culturalmente más activas de Salento . El casco antiguo es particularmente rico en palacios, iglesias, capillas y otros detalles arquitectónicos modelados según los principios del estilo barroco de Lecce. De hecho, la ciudad es un ejemplo significativo de este movimiento artístico junto con Gallipoli y Lecce .
El tramo de costa bañado por el mar Jónico se divide en pequeñas fracciones habitadas como Santa Caterina, Santa Maria al Bagno, Sant'Isidoro y Porto Selvaggio. Esta última es una Reserva Natural creada a partir de una reforestación que se produjo durante la década de 1950.

## Geografía
Parte de Salento, Nardó está localizado en la zona nor-occidental de la provincia, hacia Mar Jónico. Limita con los municipios de Avetrana (TA), Copertino, Galatina, Galatone, Leverano, Porto Cesareo, Salice Salentino and Veglie

## Historia
Los vestigios de presencia humana en la zona datan del Paleolítico. El asentamiento fue fundado por los Mesapi alrededor del año 1000 a. C.. Los romanos la conquistaron en el 269 a. C. y a través de ella construyeron la Vía Traiana. Después de la caída del Imperio Romano Occidental quedó bajo el dominio de los bizantinos y los lombardos.
En 1055 los normandos capturaron Nardó. Sus herederos fueron expulsados por los angevinos en 1266. En 1497 los aragoneses se la entregaron a Andrea Matteo Acquaviva , cuyo hijo Belisario fue el primer duque de Nardó, y promovieron el Renacimiento en la ciudad.
En 1647 la ciudad se rebeló contra la dominación española, pero las tropas virreinales reprimieron el motín con duras condiciones.

## Nardó, Denominaciòn de Origen Controlada (vinos)
La zona alrededor de Nardó produce vino DOC italianos tintos y rosados. Las uvas se limitan a un rendimiento de cosecha de 18 toneladas/ha y el final necesita un nivel mínimo de alcohol del 12,5%. Los vinos se componen principalmente de 80-100% de Negroa maro y se permite que Montepulciano y Malvasia Nera completen el 20% restante.

## Principales lugares de interés
- La Piazza Salandra es el centro de la ciudad.
- La Catedral de Nardó, construida hacia el año 1000 d. C. La fachada es del siglo XVIII, pero el interior ha mantenido el aspecto original románico - gótico .
- Iglesia de San Domenico (siglos XVI-XVIII). Fachada con decoración de cariátides barrocas, columnas y figuras vegetales.
- Iglesia del Carmine, con un bello portal renacentista.
- Iglesia de San Cosme (1618)
- Templo de Osanna (1603)
- Anillo de Nardó que se usa como pista de pruebas para la conducción a alta velocidad.

## Demografía
| Gráfica de evolución demográfica de Nardó entre 1861 y 2001 |
|                                                             |
| Fuente ISTAT - elaboración gráfica a cargo de Wikipedia     |

## Personas
- Daniele Greco, triple saltador
- Amanda Lamb, modelo (moda) británica
- Fabrizio Miccoli, futbolista
- Giuliano Sangiorgi, cantautor

## Ciudades hermanas
- Atlit, Israel
- Fiorano Modenese, Italia
- Conversano, Itaia
- Gyumri, Armenia

## En película
Nardó es la ubicación del tomatina festival del tomate inspirado en la Tomatina en la película musical británica de 2014, Walking on Sunshine.
¿Sei mai stata sulla Luna? (2015)